# Ijjalagatta, Nagamangala
Ijjalagatta là một làng thuộc tehsil Nagamangala, huyện Mandya, bang Karnataka, Ấn Độ.